# Kareem Jamar
Kareem Jamar (Venice, 16 ottobre 1992) è un ex cestista statunitense.

## Palmarès
- Campionato austriaco: 2

Kapfenberg Bulls: 2016-17, 2017-18
- Coppa d'Austria: 2

Kapfenberg Bulls: 2017, 2018
- Supercoppa d'Austria: 1

Kapfenberg Bulls: 2017